# 乍波蛸
乍波蛸（学名：Japetella diaphana）为单盘蛸科乍波蛸属的动物。分布于日本群岛南部、菲律宾群岛、新几内亚、珊瑚海、斐济群岛、新西兰北岛、土阿莫土群岛、马绍尔群岛、加拉帕戈斯群岛、安达曼群岛、拉克代夫群岛，包括南海等海域，生活环境为海水，一般栖息于1000--2500米的陆坡区。其生存的海拔范围为-6000至-400米。该物种的模式产地在新几内亚。